# Dusona nigridorsum
Dusona nigridorsum är en stekelart som beskrevs av Horstmann 2004. Dusona nigridorsum ingår i släktet Dusona och familjen brokparasitsteklar. Inga underarter finns listade i Catalogue of Life.